# Sœurs des Sacrés-Cœurs de Jésus et de Marie
Ne doit pas être confondu avec Sœurs des Sacrés-Cœurs de Jésus et de Marie de Castellammare ou  Sœurs des Sacrés-Cœurs et de l'Adoration perpétuelle du Saint Sacrement.
Les Sœurs des Sacrés-Cœurs de Jésus et de Marie sont une congrégation religieuse féminine de droit pontifical. Depuis 2003, elles sont en fédération avec les Servantes du Sacré-Cœur de Jésus de Versailles et les Servantes du Sacré-Cœur de Jésus de Vienne.

## Historique
En 1870, les Servantes du Sacré-Cœur de Jésus de Versailles se rendent en Angleterre sur invitation du cardinal Henry Edward Manning, archevêque de Westminster, Elles font leur première fondation en terre anglaise à Stratford, et se propagent rapidement en Grande-Bretagne et en Irlande. 
La branche anglaise devient autonome de la maison-mère de Versailles par décret de la congrégation pour la propagation de la foi du 5 mars 1903 mais les sœurs reconnaissent le père Pierre-Victor Braun comme véritable fondateur.
L'institut est reconnu de droit pontifical le 20 juin 1924, il est agrégé à l'ordre de Saint Augustin le 9 février 1906 et ses constitutions sont définitivement approuvées par le Saint-Siège le 7 janvier 1936. 
En 1953, les sœurs ouvrent une maison aux États-Unis où elles commencent à travailler dans les familles de migrants mexicains, et en 1956, elles fondent leur première mission en Zambie et en 2001, en Ouganda pour les soins à domicile des malades du SIDA.   

## Activités et diffusion
Les sœurs se dévouent dans les écoles, les hôpitaux et les centres pour jeunes handicapés mentaux. 
Elles sont présentes en : 
- Europe : Royaume-Uni et Irlande.
- Amérique : Colombie, États-Unis, Salvador.
- Afrique : Ouganda et Zambie.
- Asie : Philippines.

La maison généralice est à Chigwell.
À la fin 2011 la congrégation comptait 156 religieuses dans 33 maisons.

## Sean Ross Abbey
C'est dans le couvent de l'abbaye de Sean Ross (en) à Roscrea en Irlande dépendant de la congrégation des Sœurs des Sacrés-Cœurs de Jésus et de Marie, que Philomena Lee (en) a accouché de son fils Anthony qui lui a été enlevé par la suite pour être confié contre son gré à l'adoption aux États-Unis.  Ce couvent possédait une laverie où Philomena Lee et beaucoup de ses consœurs ont travaillé dans des conditions très pénibles, proches de l'esclavage.  Ce qui est arrivé à Philomena Lee a donné lieu à un livre The Lost Child of Philomena Lee par le journaliste Martin Sixsmith, duquel a été tiré le film Philomena de Stephen Frears.

## Source
- (it) Cet article est partiellement ou en totalité issu de l’article de Wikipédia en italien intitulé « Suore dei Sacri Cuori di Gesù e Maria » (voir la liste des auteurs).